# Faro del Puerto de Palma
El faro del Puerto de Palma es un faro que está situado en el puerto de Palma de Mallorca, en el archipiélago de las Islas Baleares, España. El faro está actualmente fuera de servicio.

## Historia
El faro fue creado por Juan Malberti en 1900, pero se inauguró 1903. Prestó servicio hasta 1982, momento en el que fue apagado por sustituirse por otras balizas situadas en la prolongación del muelle. El edificio se desmontó piedra por piedra, reconstruyéndose en su ubicación actual.